# Gorgoner

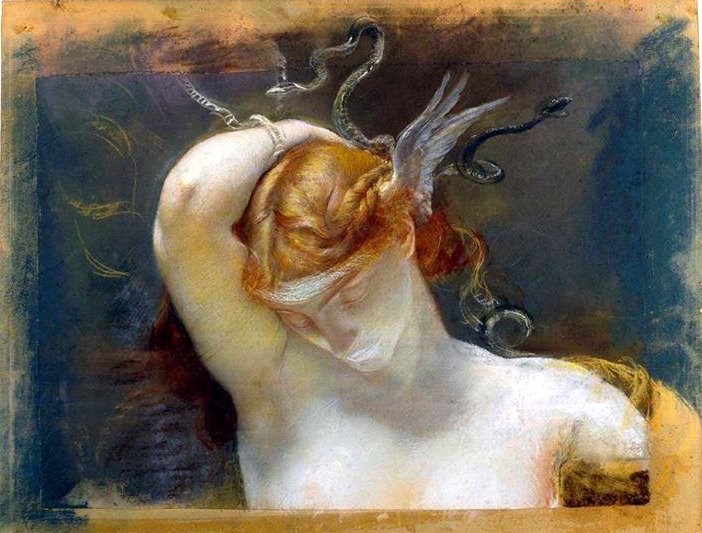
Gorgon med ormar som hår. Giulio Aristide Sartorios målning Poster Studio per la Figura della gorgone från 1895.

Gorgoner (av grekiska γοργός, gorgós, "fruktansvärd") var i grekisk mytologi tre kvinnliga monster med hår av ormar.

## Gorgoner i mytologin
Hos Homeros omtalas bara en Gorgo, ett kvinnligt vidunder vars fasaväckande huvud var en skräckbild dels i underjorden, dels på Zeus och Athenas bröstsköld (egid).
Hos Hesiodos och i den senare sagan är gorgonerna i allmänhet tre systrar: Stheino, Euryale och Medusa, döttrar till havsgudarna Forkys och Keto. De sades bo i den avlägsna västern, nära Hesperiderna, och beskrivs som fasansfulla, bevingade varelser med förstenande blick, ormhår och ormgördlar.
Av gorgonerna var endast Medusa dödlig, och hjälten Perseus dödade henne genom att halshugga henne. Ur hennes blod uppstod då krigaren Chrysaor och den bevingade hästen Pegasos, till följd av hennes tidigare förbindelse med Poseidon. Det avhuggna Medusahuvudet, kallat gorgoneion, bibehöll egenskapen att förvandla den som tittade på det till sten, och fästes sedan på Athenas sköld eller bröstpansar (egid), där det på äldre konstverk avbildas med vedervärdiga, förvridna drag. Senare under antiken avbildades gorgonerna med bildsköna kvinnoansikten, men omgivna av ormhår och med av smärta förvridna drag.

## Gorgoner i litteraturen
I Edward Topsells The History of the Four-footed Beasts and Serpents från 1658 är gorgoner, eller mystisk lybisk best som han också kallar dem, ett får- eller tjurliknande djur med lång hängande man. När gorgoner känner sig hotade menade han att de kan sträcka ut sin man rakt ut så att håret står på ända. De äter giftiga växter och ska sedan kunna förgifta fiender med sin andedräkt, men han spekulerar om att de även kan förstena den de ser på med ögonen. Topsell menade att gorgonerna från den grekiska mytologin var verkliga personer och att Medusa egentligen var en amasondrottning som Perseus och grekerna krigade mot. Dessa amasoner skall då ha varit från det område i Nordafrika där detta djur han beskriver även fanns och personerna och djuret förväxlats så att de i myten har ormhår likt gorgoners man och förmågan att förstena likt djuret.

## Gorgoner i populärkulturen
Gorgonerna har filmatiserats i den brittiska skräckfilmen Förstenad av skräck (The Gorgon) från 1964. I filmen Gudarnas krig från 1981 finns en scen där Perseus besegrar Medusa.

## Antika avbildningar

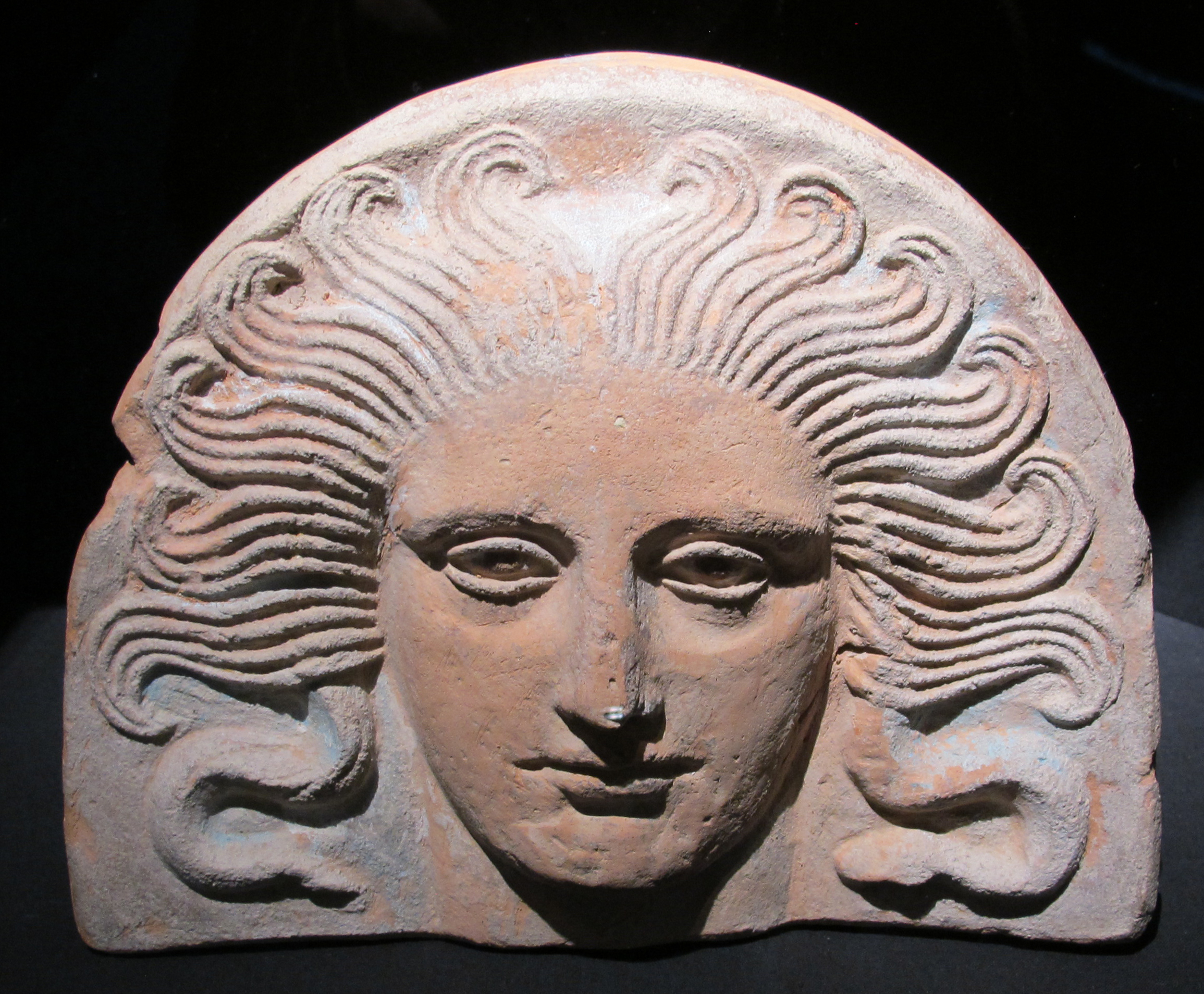
Antefix föreställande en gorgon, från 310-300 f.Kr.
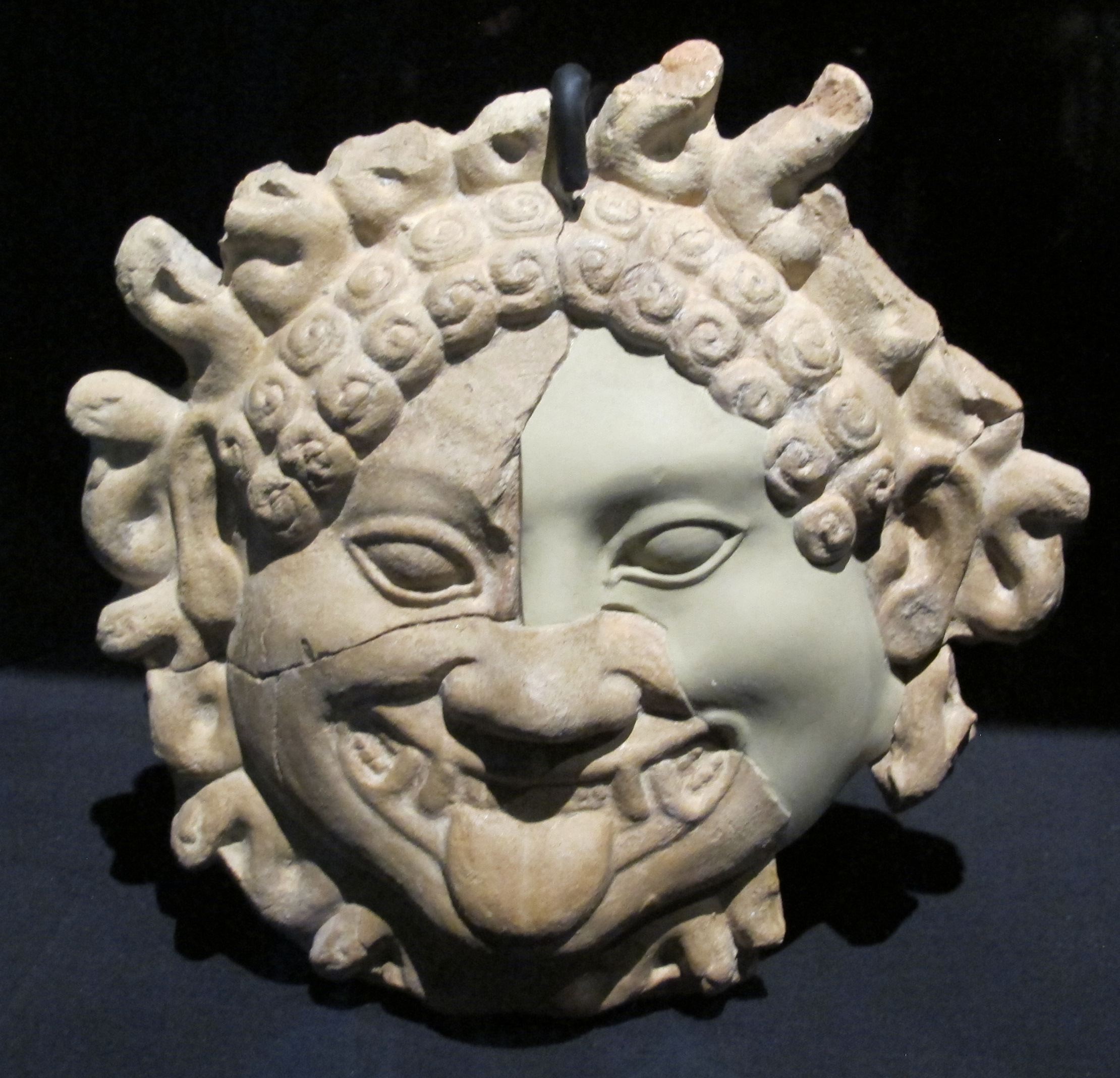
Antefix från 510-500 f.Kr.
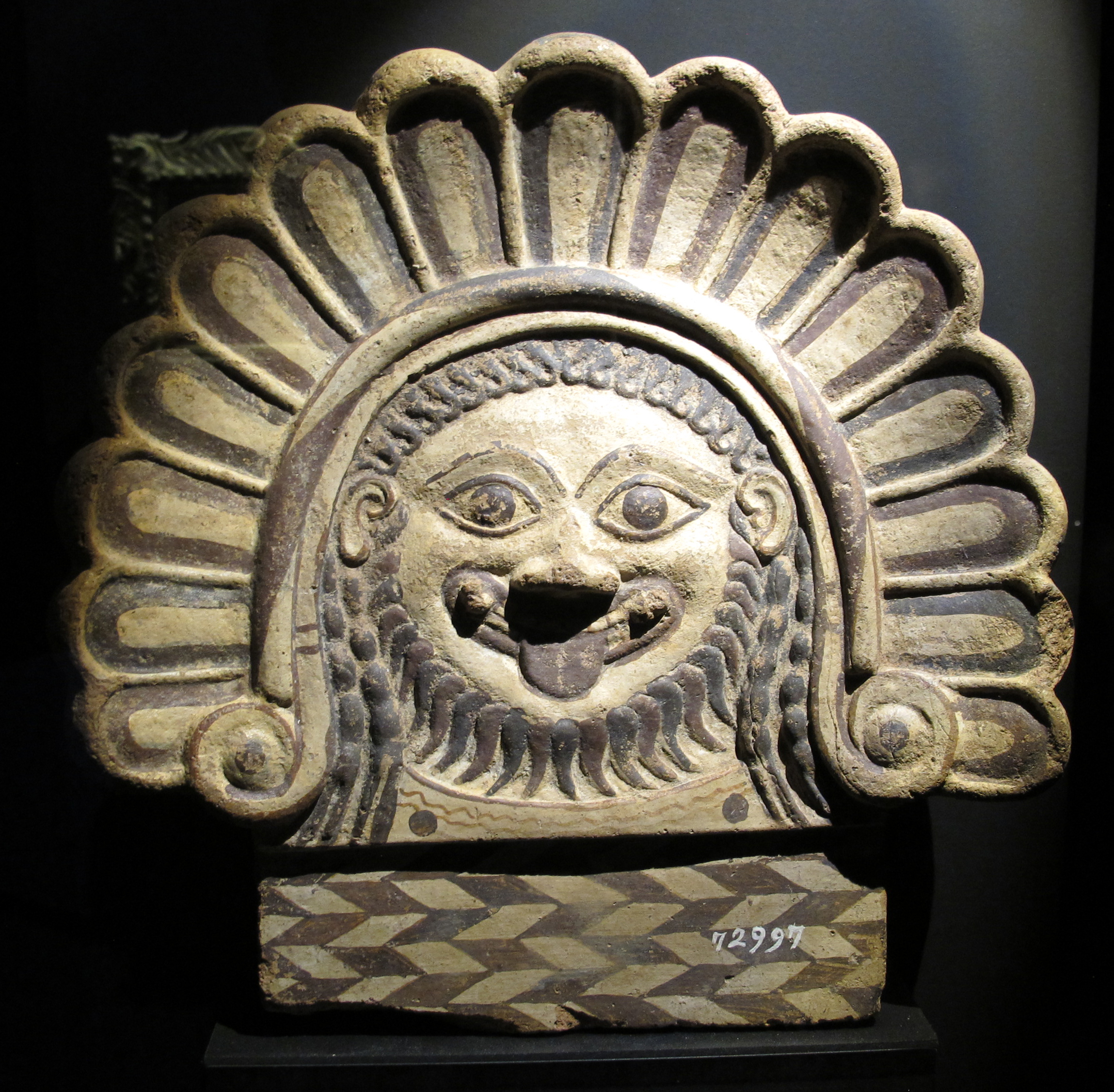
Antefix från 525-500 f Kr.
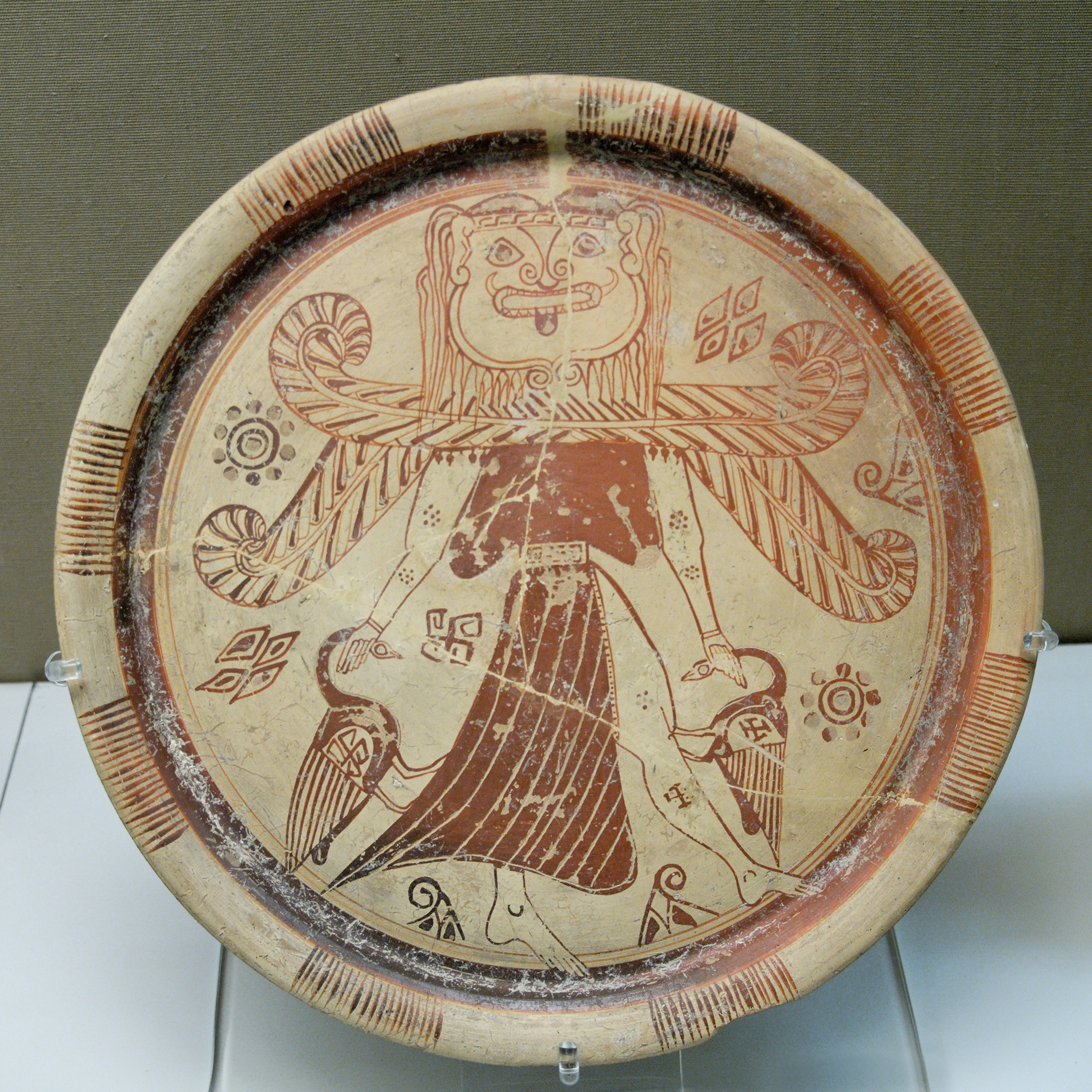
Gorgon avbildad på ett fat från Kameiros på Rhodos, cirka 600 f.Kr.
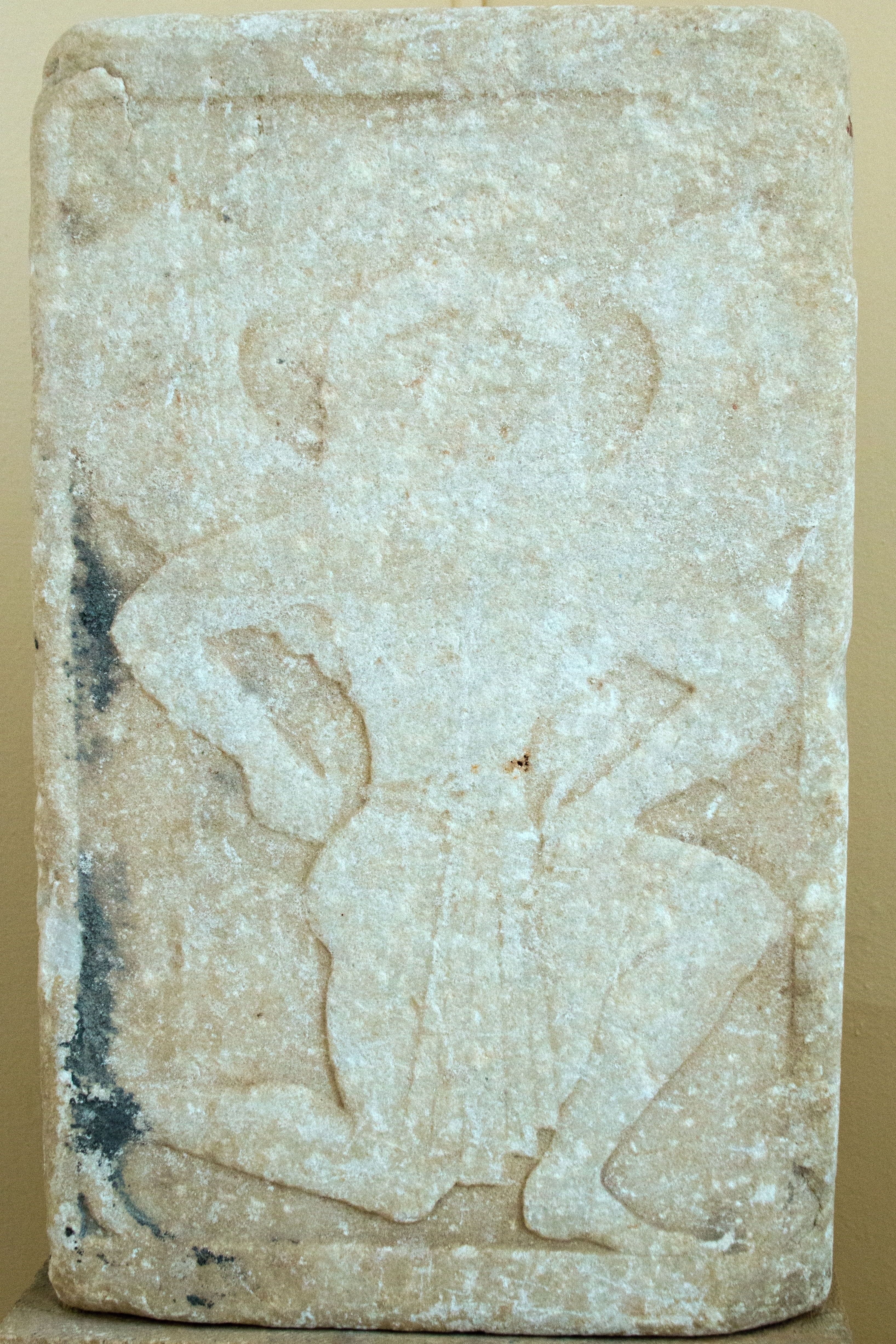
Relief från 500- talet f.Kr.
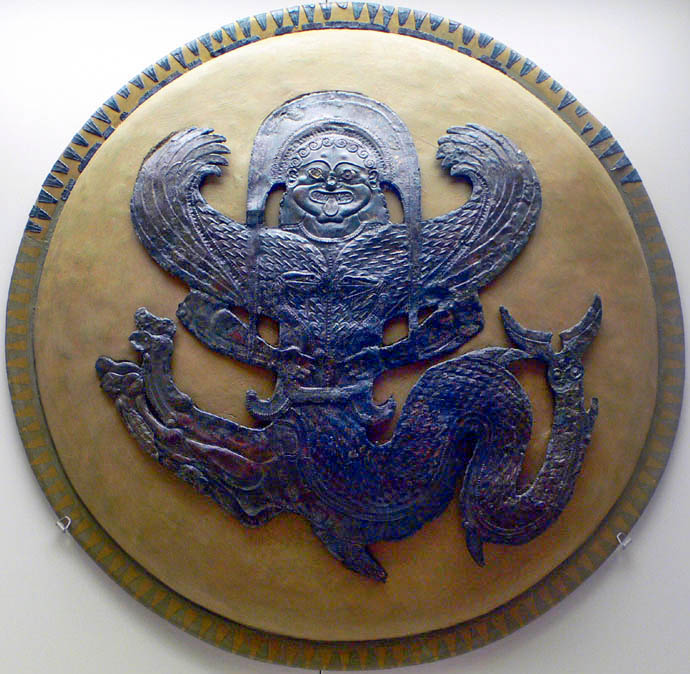
Bevingad gorgon, avbildad på en sköld från 600-550 f.Kr.
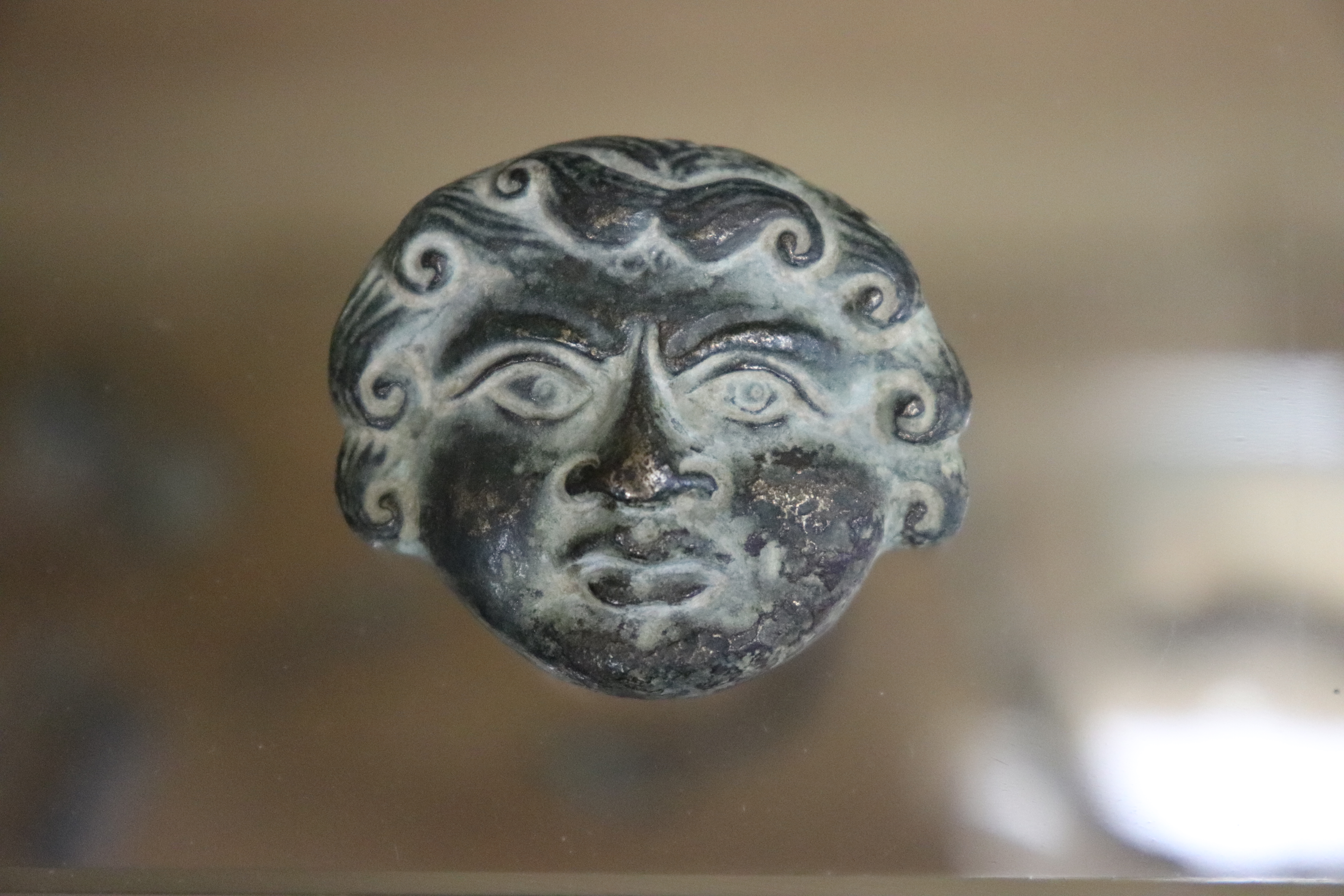
Medaljong från antika Rom.